# Rokometni klub Sevnica
Rokometni klub Sevnica je slovenski rokometni klub iz Sevnice. Njegova domača dvorana je športna dvorana Sevnica . Trenutno igra v slovenski prvi ligi imenovani 1. A moška državna rokometna liga.